# Friedrich Heilmann (Politiker, 1886)
Friedrich Heilmann, auch Fritz Heilmann (* 27. Oktober 1886 in Frankfurt am Main; † 10. Mai 1933 ebenda) war ein deutscher Verwaltungsbeamter und als SPD-Politiker Mitglied des Provinziallandtages der Provinz Hessen-Nassau.

## Leben
Friedrich Heilmann war ein Sohn des Tagelöhners Johann Adam Heilmann und dessen Ehefrau Friederike Caroline Brühne und erlernte den Beruf eines Verwaltungsbeamten. Von 1920 an war er beim  Landesamt für Arbeitsvermittlung Hessen-Nassau beschäftigt und dort ab 1928 Verwaltungsinspektor.
Er engagierte sich politisch, wurde später Vorsitzender der Frankfurter SPD und hatte von 1921 bis 1925 und von 1929 bis 1932 ein Mandat für den Nassauischen Kommunallandtag des Regierungsbezirks Wiesbaden bzw. für den Provinziallandtag der Provinz Hessen-Nassau, wo er Mitglied des sozialpolitischen und des Bauausschusses war. 1929 war er für Hans Plewe in den Parlamenten, wo er von 1921 bis 1925 Mitglied des Provinzialausschusses, von 1929 bis 1932 Mitglied des Landesausschusses und im selben Zeitraum stellvertretendes Mitglied des Provinzialausschusses war. 
Im Jahre 1930 hatte der Landtag 52 Abgeordnete: 15 SPD, 11 Hessische Arbeitsgemeinschaft, 6 Zentrum,  5 Christlich-Nationale Bauern- und Landvolkspartei, 3 KPD, 3 NSDAP, 3 Wirtschaftspartei, 2 DVP und 2 DDP
Vom 20. Mai 1924 bis zum 7. Februar 1933 war er für die SPD Stadtverordneter in Frankfurt am Main. 
Er war Repressalien durch die Nationalsozialisten ausgesetzt und als deren Folge beging er Suizid.

### Familie
Heilmann heiratete am 15. Oktober 1910 in Frankfurt am Main Marie Luise Zeiss (1881–1966). Aus der Ehe ist der Sohn Karl Friedrich (* 8. Dezember 1913) hervorgegangen.

### Öffentliche Ämter
- Vorsitzender der Frankfurter Arbeiterwohlfahrt